# Mariano Etkin
Mariano Nicolás Etkin (Buenos Aires, 1943-ib., 25 de mayo de 2016) fue un compositor argentino.

## Vida personal
Estudió composición en Buenos Aires con Guillermo Graetzer, Maurice Le Roux y Gerardo Gandini, y en la Juilliard School (de Nueva York) con Luciano Berio.
Paralelamente a su oficio de compositor, se formó como director de orquesta con Paul Hupperts en el Conservatorio de Utrecht (becado por la OEA y el gobierno de los Países Bajos) y con Pierre Boulez en la Academia de Música de Basilea (Suiza).
Falleció el día 25 de mayo de 2016 a causa de una dolencia hepática.

## Obras
Sus obras han sido premiadas y reconocidas en el Sexto Seminario Internacional de Compositores, en Boswil (Suiza); premio “Juan Carlos Paz” del Fondo Nacional de las Artes, por la Municipalidad de la Ciudad de Buenos Aires y la Fundación Gaudeamus (Holanda), entre otros.
Su música ha sido interpretada en importantes festivales de música contemporánea nacionales e internacionales:
- Festival NovAntiqua (Colonia, Alemania)
- Festival Éclat (Stuttgart, Alemania)
- Neue Musik Ruemlingen (Suiza)
- Núcleo Música Nueva (Montevideo, Uruguay)
- Festivales de la Sociedad Internacional de Música Contemporánea realizados en:
  - Toronto (Canadá)
  - Ámsterdam (Países Bajos)
  - Oslo (Noruega)
  - Essen (Alemania)
- Festival “Sonidos de las Américas” (Nueva York, EE. UU.)
- Festival Bludenzer Tage Zeitgemaesser Musik (Austria)
- Primer Encuentro Latinoamericano de Música (México DF)
- Festivales Latinoamericanos de Caracas (Venezuela)
- Cuarto Encuentro de Compositores Latinoamericanos (Belo Horizonte, Brasil).

Ha recibido numerosos encargos de:
- Radio Deutschlandfunk
- Radio Bremen
- Freiburger Schlagzeug Ensemble
- Ensemble Aventure (Alemania)
- Festival Neue Musik Ruemlingen (Suiza)
- Composers/Performers Group (Nueva York)
- Municipalidad de la Ciudad de Buenos Aires
- Fundación Música AntiquaNova (Argentina)

Ha escrito ensayos para diversas publicaciones argentinas y extranjeras.
Extensos estudios sobre su obra aparecieron en MusikTexte (Colonia, Alemania).
Ha sido jurado del Premio Nacional de Composición en Colombia y Argentina.
Jurado del Festival “World Music Days” (en Seúl, Corea del Sur) organizado por la Sociedad Internacional de Música Contemporánea.
Se ha desempeñado como profesor titular de Composición en la carrera de Composición de la Facultad de Bellas Artes, Universidad Nacional de La Plata (Provincia de Buenos Aires, Argentina).

## Lista de obras
- Tres piezas, para piano solo (1959).
- Interludios, para piano solo (1959).
- Variantes, para flauta (1960).
- Quinteto aleatorio, para quinteto de vientos (1961).
- Tres parábolas, para conjunto de cámara (1963).
- Elipses, para orquesta de cuerdas (1964).
- Entropías, para dos cornos, trompeta, dos trombones, tuba (1965).
- Estáticamóvil I, para dos trombones, clave, armonio, dos percusionistas y tres contrabajos (1966).
- Homenaje a Filidor forrado de niño (basado en la obra de Witold Gombrowicz) para dos flautas, dos clarinetes y percusión (1966).
- Estáticamóvil II, para violín, viola y violonchelo (1966).
- Soles, para flauta, corno y contrabajo (1967).
- Distancias, para piano (editado por Ricordi Americana, 1968)
- Juego uno, para dos trombones (1969).
- Muriendo entonces, para corno, trombón, tuba, dos percusionistas, viola amplificada y contrabajo amplificado (1969).
- IRT-BMT, para flauta y contrabajo (1970).
- Dividido dos, para acordeón amplificado y cinta magnética (1971).
- Copla, para flauta, clarinete, fagote y corno (1971).
- Música ritual, para orquesta sinfónica (1974).
- Otros soles, para clarinete bajo, trombón y viola (1976).
- Umbrales, para flauta, flauta contralto (1976).
- Lo uno y lo otro, para piano solo (1977).
- Otros tiempos, para quinteto de cuerdas o para orquesta de cuerdas (1978, revisado en 1981).
- Paisaje, para orquesta de cuerdas (1979).
- Aquello, para dos pianos (1982).
- Frente a frente, para flauta, clarinete, voz, percusión y contrabajo (1983).
- Caminos de cornisa, para flauta, clarinete, piano y percusión (1985).
- Resplandores sombras, para orquesta sinfónica (1986).
- Recóndita armonía, para viola, violonchelo y contrabajo (1987).
- Arenas (a la memoria de Morton Feldman), para piano solo (1988).
- Caminos de caminos, para flauta contralto, clarinete bajo, voz, piano y viola (1989).
- Perpetual tango (versión de la obra de John Cage), para piano solo (1989).
- Locus solus, para dos percusionistas (1989).
- Trío, para trompeta, trombón y tuba (1991).
- Cifuncho, para violín (1992) .
- Abgesang mambo, para flauta, flauta contralto, flauta bajo, oboe, corno inglés, cl./cl.bajo, fagote, corno, trompeta, trombón, contrabajo (1992).
- Taltal, para cuatro percusionistas (1993).
- La sangre del cuerpo, para trombón tenor-bajo, trombón contralto, percusión, piano, violonchelo y contrabajo (1997).
- Lo que nos va dejando, solo de percusión (1998).
- De la indiferencia, para clarinete bajo, trombón, percusión, violín y violonchelo (1998) .
- Sotobosque, para corno, fliscorno soprano en sib, trombón contralto, tuba y dos percusionistas (1999).
- La naturaleza de las cosas, para clarinete, trombón tenor-bajo, violonchelo y piano (2001).
- Pobres triunfos pasajeros, para piano solo (2002).
- Cifuncho, para viola (2002).
- Trío, para tres percusionistas (2003).
- Cinco poemas de Samuel Beckett, para clarinete bajo, trombón, percusión, violín, violonchelo y recitante (2005).
- Flores blancas, para clarinete, fagote, trombón, percusión, piano, violonchelo y contrabajo (2006).
- Estuche de lágrimas, para guitarra (2006).
- Primer estudio para lágrimas, para clarinete, corno y violonchelo (2009).
- Segundo estudio para lágrimas, para clarinete, corno y violonchelo (2009).
- Lamento por James Avery, para dos violines, violonchelo y contrabajo (2009).
- Composition 2010 No. 1a (Richard, La Monte y Arnold en Solitude), para dos mezzosopranos, dos contraltos, dos barítonos y dos bajos.
- Composition 2010 No. 1b (Richard, La Monte y Arnold en Solitude), para dos sopranos, mezzosoprano, contratenor o barítono y bajo.
- Tercer estudio para lágrimas, para corno y contrabajo (2010).
- Alte Steige, para clarinete, trompeta y trombón (2012).
- Vocales, para barítono y piano (2013).
- Sueños olvidados, para violín, viola y violonchelo (2014).
- Lágrimas sobre lágrimas, para piano (2016).
- Lágrimas, para gran orquesta (2016).

## Música para teatro
- Les Patients de Jacques Audiberti.
- L'armoire classique de Jacques Audiberti.
- El señor fulano de Ricardo Massa.
- En alta mar de Slawomir Mrozek.
- La reconstrucción de la Ópera de Viena de Mario Trejo.
- La gallina radioactiva de Rolando Malié.
- Esa canción es un pájaro lastimado de Alberto Adellach.

## Música para cine
- Los siete locos, de Roberto Arlt, dirigida por Leopoldo Torre Nilsson.

## Música para danza
- Los vasos comunicantes, para clarinete bajo, trombón y violonchelo (2003).

## Escritos y ensayos analíticos
- "Aportes en la Música del siglo XX: 'Soliloquy or a Study in Sevenths and other things' de Charles Ives". Autores: Mariano Etkin, María Cecilia Villanueva, Carlos Mastropietro, Germán Cancián, Santiago Santero. En Revista Nr. 5, Instituto Superior de Música, Universidad Nacional del Litoral, Santa Fe, Argentina. 1996.
- "Forma y variación en la música del siglo XX". Autores: Mariano Etkin, M. C. Villanueva, Carlos Mastropietro, Germán Cancián, Santiago Santero. En Revista Arte e Investigación Nr. 2, Facultad de Bellas Artes, Universidad Nacional de La Plata, Argentina, 1998.
- "Superposición y gradualidad en ‘Hallowe'en’ de Charles Ives". Autores: Mariano Etkin, Carlos Mastropietro, Germán Cancián, M. C. Villanueva. Libro. Ediciones de la UNLP, Universidad Nacional de La Plata, Argentina, 2001.
- "La repetición permanentemente variada: las Seis Melodías para Violín y Teclado (piano) de John Cage". Autores: Mariano Etkin, M. C. Villanueva, Carlos Mastropietro, Germán Cancián. En Anales del III Congreso Iberoamericano de Investigación Musical, Mar del Plata, Argentina, 2000. En Revista Nr. 8, Instituto Superior de Música, Universidad Nacional del Litoral, Santa Fe, Argentina. 2001.
- "Cita y ornamentación en la música de Gerardo Gandini". Autores: Mariano Etkin, M. C. Villanueva, Carlos Mastropietro, Germán Cancián. En Revista Nr. 9, Instituto Nacional de Musicología "Carlos Vega", Buenos Aires, Argentina, 2002.
- "Cifra y cualidad en Only de Morton Feldman". Autores: M. C. Villanueva y Mariano Etkin. En Revista Nr. 14/15, Instituto Nacional de Musicología "Carlos Vega", Buenos Aires, Argentina, 2005.
- "Un 'error' en Bass Clarinet and Percussion de Morton Feldman". Autores: M. C. Villanueva y Mariano Etkin. En Revista Nr. 10, Instituto Superior de Música, Universidad Nacional del Litoral, Santa Fe, Argentina, 2006.
- "Un lirismo complejo": Erdenklavier de Luciano Berio. Autores: Mariano Etkin y M. C. Villanueva. Revista Arte e Investigación Nr. 5, Facultad de Bellas Artes, Universidad Nacional de La Plata, Argentina, 2006.
- "Reihungen". Estudio analítico sobre Reihungen (Sucesiones), la primera de las Fünf Inventionen für Violoncello de Dieter Schnebel. Autores: M. C. Villanueva y Mariano Etkin. En Revista Nr. 11, Instituto Superior de Música, Universidad Nacional del Litoral, Santa Fe, Argentina, 2007.
- "Una excentricidad gradual: Shadows of Cold Mountain 3 de Walter Zimmermann". Autores: Mariano Etkin, Daniel Duarte Loza, Marcelo Rodríguez y M. C. Villanueva. En Revista Arte e Investigación N° 6, año 12, Facultad de Bellas Artes, Universidad Nacional de La Plata, Argentina, 2008. http://sedici.unlp.edu.ar/handle/10915/19821